# Delphinium calcar-equitis
Delphinium calcar-equitis är en ranunkelväxtart som beskrevs av Paul Carpenter Standley. Delphinium calcar-equitis ingår i släktet storriddarsporrar, och familjen ranunkelväxter. Inga underarter finns listade i Catalogue of Life.